# دريبانون (أرغوليس)
دريبانون (Δρέπανον) هي مدينة في أرغوليس في مقاطعة كينتريكي إلادا في اليونان.
يبلغ عدد سكانها حوالي 1240   نسمة. 